# Sixty Six
Pour plus de détails, voir Fiche technique et Distribution.
Sixty Six est un film britannique réalisé par Paul Weiland, sorti en 2006.

## Synopsis
Bernie Reubens, un jeune garçon juif, est sur le point de célébrer sa bar mitzvah. Au départ, il planifie méticuleusement une réception somptueuse afin de surpasser celle de son frère aîné Alvie, mais les finances de la famille le forcent à revoir ses ambitions à la baisee. Lorsque l'Angleterre atteint la finale de la Coupe du monde de football 1966, qui se déroule le même jour, la plupart des invités trouvent des excuses pour ne pas venir à la réception afin de pouvoir regarder le match. Finalement, le père de Bernie sauve la situation en conduisant son fils au stade de Wembley pour qu'il puisse assister à la fin du match.

## Fiche technique
- Titre : Sixty Six
- Réalisation : Paul Weiland
- Scénario : Peter Straughan, Bridget O'Connor et Paul Weiland
- Musique : Joby Talbot
- Photographie : Daniel Landin
- Montage : Paul Tothill
- Production : Tim Bevan, Noel Donnellon et Elizabeth Karlsen
- Société de production : Working Title Films, Studiocanal, WT2 Productions et It Is Now Film
- Pays :  Royaume-Uni et  France
- Genre : Biopic et comédie dramatique
- Durée : 81 minutes
- Dates de sortie : 
  -  Royaume-Uni : 3 novembre 2006

## Distribution
- Gregg Sulkin : Bernie Reubens
- Helena Bonham Carter : Esther Rubens
- Eddie Marsan : Manny Rubens
- Nick Shirm : Michael Hempel
- Thomas Drewson : Terry Shivers
- Matt Bardock : M. Grieg
- Alex Black : Linton
- Cameron Crighton : le capitaine
- Catherine Tate : tante Lila
- Peter Serafinowicz : oncle Jimmy / M. Rubens Sr. / le commentateur de football
- Ben Newton : Alvie
- Richard Katz : Rabbi Linov
- Vincenzo Nicoli : Leo
- Jason Watkins : M. Spender
- Stephen Greif : oncle Henry
- Stephen Rea : Dr. Barrie
- Geraldine Somerville : Alice Barrie
- Daniel Marks : Raymond
- Sam Marzell : Stephen
- David Verrey : M. Kimmel
- Adam Nickels : Kimmel Jr.
- Maria Charles : Mme. Glitzman
- Mali Harries : Mme. Shivers
- Angus Barnett : Stan Shivers
- Sean McGinley : M. O'Connor
- Esther Coles : la cousine Sarah
- Daniel Cerqueira : M. Levine
- Gareth Marks : M. Wall
- Mel Harris : la femme à la bar mitzvah
- Rory McCann : le policier
- Alfie Allen : le jeune revendeur

## Accueil
Le film a reçu un accueil mitigé de la critique. Il obtient un score moyen de 57 % sur Metacritic.